# Parahemionitis arifolia
Parahemionitis arifolia là một loài thực vật có mạch trong họ Pteridaceae. Loài này được (Burm. f.) Panigrahi mô tả khoa học đầu tiên năm 1993.